# Fâncel
Fâncel (węg. Székelyfancsal) – wieś w Rumunii, w okręgu Harghita, w gminie Dealu. W 2011 roku liczyła 136 mieszkańców.